# (2821) Slávka
(2821) Slávka (1978 SQ; 1963 VG; 1982 UO2; A921 WC) ist ein ungefähr vier Kilometer großer Asteroid des inneren Hauptgürtels, der am 24. September 1978 von der tschechischen (damals: Tschechoslowakei) Astronomin Zdeňka Vávrová am Kleť-Observatorium auf dem Kleť in der Nähe von Český Krumlov in der Tschechischen Republik (IAU-Code 046) entdeckt wurde.

## Benennung
(2821) Slávka wurde nach Sláva Vávrová, der Mutter der Entdeckerin Zdeňka Vávrová, benannt.